# Министерство финансов Хорватии
Министерство финансов Хорватии (хорв. Ministarstvo financija Republike Hrvatske) — министерство в правительстве Хорватии, которое отвечает за состояние финансов и бюджета.

## Министры
| Портрет | Имя                                       | Начало полномочий | Окончание полномочий |
| ------- | ----------------------------------------- | ----------------- | -------------------- |
|         | Мариян Ханжекович                         | 25 июля 1990      | 4 августа 1991       |
|         | Йозо Мартинович                           | 4 августа 1991    | 12 августа 1992      |
|         | Зоран Яшич Zoran Jašić (р. 1939)          | 12 августа 1992   | 7 июля 1994          |
|         | Божо Прка Božo Prka (р. 1958)             | 7 июля 1994       | 11 сентября 1997     |
|         | Борислав Шкегро Borislav Škegro (р. 1955) | 11 сентября 1997  | 27 января 2000       |
|         | Мато Црквенац Mato Crkvenac (р. 1945)     | 27 января 2000    | 23 декабря 2003      |
|         | Иван Шукер Ivan Šuker (р. 1957)           | 23 декабря 2003   | 29 декабря 2010      |
|         | Мартина Далич Martina Dalić (р. 1967)     | 29 декабря 2010   | 23 декабря 2011      |
|         | Славко Линич Slavko Linić (р. 1949)       | 23 декабря 2011   | 6 мая 2014           |
|         | Борис Лаловац Boris Lalovac (р. 1976)     | 14 мая 2014       | 22 января 2016       |
|         | Здравко Марич Zdravko Marić (р. 1977)     | 22 января 2016    | н. в.                |